# 도쿄 24구
《도쿄 24구》(일본어: 東京24区)은 일본의 오리지널 애니메이션으로, CloverWorks에서 만들었다. 2022년 1월 5일부터 4월 7일까지 TOKYO MX 등에서 방영했다.

## 줄거리
도쿄 24구, 그것은 「극동 법령외 특별 지구」라고 불리는 도쿄만에 뜨는 인공섬이다. 24구에서 자란 아오이 슈타, 아카기 란, 스이도 코우키. 세 사람의 집안과 취미, 성격이 모두 달라 평소 행동을 같이하던 소꿉친구였지만 세 사람의 관계는 어떤 사건으로 크게 변해버린 것이다. 사건 1주년 추모 미사에서 우연히 상봉한 세 사람의 전화가 갑자기 울리는 것이었다. 그 현상은 사망했을 동료의 착신이었고, 세 사람의 「미래의 선택」을 재촉하는 것이었다.세 사람은 자신이 믿는 방식으로 사랑하는 24구(마치), 그리고 사람들의 미래를 지키려 하는데...

## 방영 목록
| 회차       | 제목                 | 방송 일자       |
| ---------- | -------------------- | --------------- |
| 1화        | RGB                  | 2022년 1월 6일  |
| 2화        | 세피아 그라피티      | 2022년 1월 13일 |
| 3화        | 아침엔 홍안이어도    | 2022년 1월 20일 |
| 4화        | 잿빛 거리            | 2022년 1월 27일 |
| 5화        | 레드 라인            | 2022년 2월 3일  |
| 6화        | 취화 아래에          | 2022년 2월 10일 |
| 7화        | 황금 선라이즈        | 2022년 2월 24일 |
| 8화        | 검은 안개            | 2022년 3월 3일  |
| 9화        | 실버 솔트            | 2022년 3월 10일 |
| 10화       | 가면의 고백          | 2022년 3월 24일 |
| 11화       | 어디티브 컬러 믹스처 | 2022년 3월 31일 |
| 최종화(12) | 청춘 24구            | 2022년 4월 7일  |